# Hedriodiscus humilis
Hedriodiscus humilis är en tvåvingeart som först beskrevs av Lindner 1929.  Hedriodiscus humilis ingår i släktet Hedriodiscus och familjen vapenflugor. Inga underarter finns listade i Catalogue of Life.